# 特罗施泰特
特罗施泰特（德語：Troistedt，發音：[ˈtʁoːʃtɛt]）是德国图林根州魏玛地区县曾经的一个市镇，面积9.27平方千米，2017年12月31日人口为194人。2019年12月31日，特罗施泰特所属的格拉默河谷管理共同体解散，其与另外8个成员市镇合并为新市镇格拉默塔尔。